# 神戸星城高等学校
神戸星城高等学校（こうべせいじょうこうとうがっこう）は、兵庫県神戸市須磨区にある私立商業高等学校。

## 概要
みらい総合コースと特進クラスS・A・Bコースを設置している。2019年（令和元年）度から新しく特進Sコースも新設された。1999年（平成11年）3月までは女子校だった。

## 沿革
- 1929年（昭和4年）1月30日 - 熊見直太郎により神戸実践女学校設立。
- 1943年（昭和18年）11月26日 - 財団法人熊見学園設立。
- 1944年（昭和19年）1月29日 - 神戸実践女子商業学校に校名変更。
- 1948年（昭和23年）4月1日 - 学制改革により神戸実践女子商業高等学校に校名変更。
- 1951年（昭和26年）2月23日 - 学校法人熊見学園に組織変更。
- 1955年（昭和30年）2月1日 - 熊見学園女子商業高等学校に校名変更。
- 1960年（昭和35年）6月1日 - 神戸女子商業高等学校に校名変更。
- 1970年（昭和45年）9月6日 - 須磨キャンパス造成（33,247㎡）。
- 1995年（平成7年）1月17日 - 阪神・淡路大震災によって発生した大火が本校舎にも燃え移り全焼した。
- 1997年（平成9年）2月21日 - 須磨キャンパスに新校舎完成。
- 1998年（平成10年）4月1日 - 神戸星城高等学校に校名変更。
- 1999年（平成11年）4月1日 - 男女共学・特進コース設置。
- 2009年（平成21年）8月31日 - 神戸北キャンパス開設（122,206㎡）。

## 設置学科
全日制課程
- キャリアコース - 2年生で、「ビジネス」「情報」「会計」の3つの類型に分かれる。
  - 特進Sコース：2019年（令和元年）度設置
  - 特進Aコース
  - 特進Bコース

※ 特進コースは男女共学になってから1999年（平成11年）に設置された。
※ コースの枠を越えて、さまざまな資格を取得できる（2014年（平成26年）現在は21種目）。

## 部活動
女子高時代から運動部、文化部は関係なく部活動は盛んである。

### 運動部
- ソフトテニス部（男・女）
- ソフトボール部（女）
- ハンドボール部（女）
- バスケットボール部（男・女）
- バレーボール部（女）
- ダンス部（女）
- 陸上競技部（男・女）
- 卓球部（男・女）
- アーチェリー部（男・女）
- サッカー部（男）

### 文化部
- コンピュータ部
- ビジネス研究部
- 創作アート部
- ホームメイキング部
- 音楽部
- 書道部
- 茶華道部
- 陶芸部
- ESS部
- 放送部
- キャンパスナビゲーター部

### その他
- 生徒会

## 神戸北キャンパス
2009年（平成21年）9月より三木市吉川町水上に体育館・グラウンド・テニスコート・研修棟・宿泊棟を有する施設が整備された。呼称：北キャンまたは夢の郷。

## 長田区の旧校舎

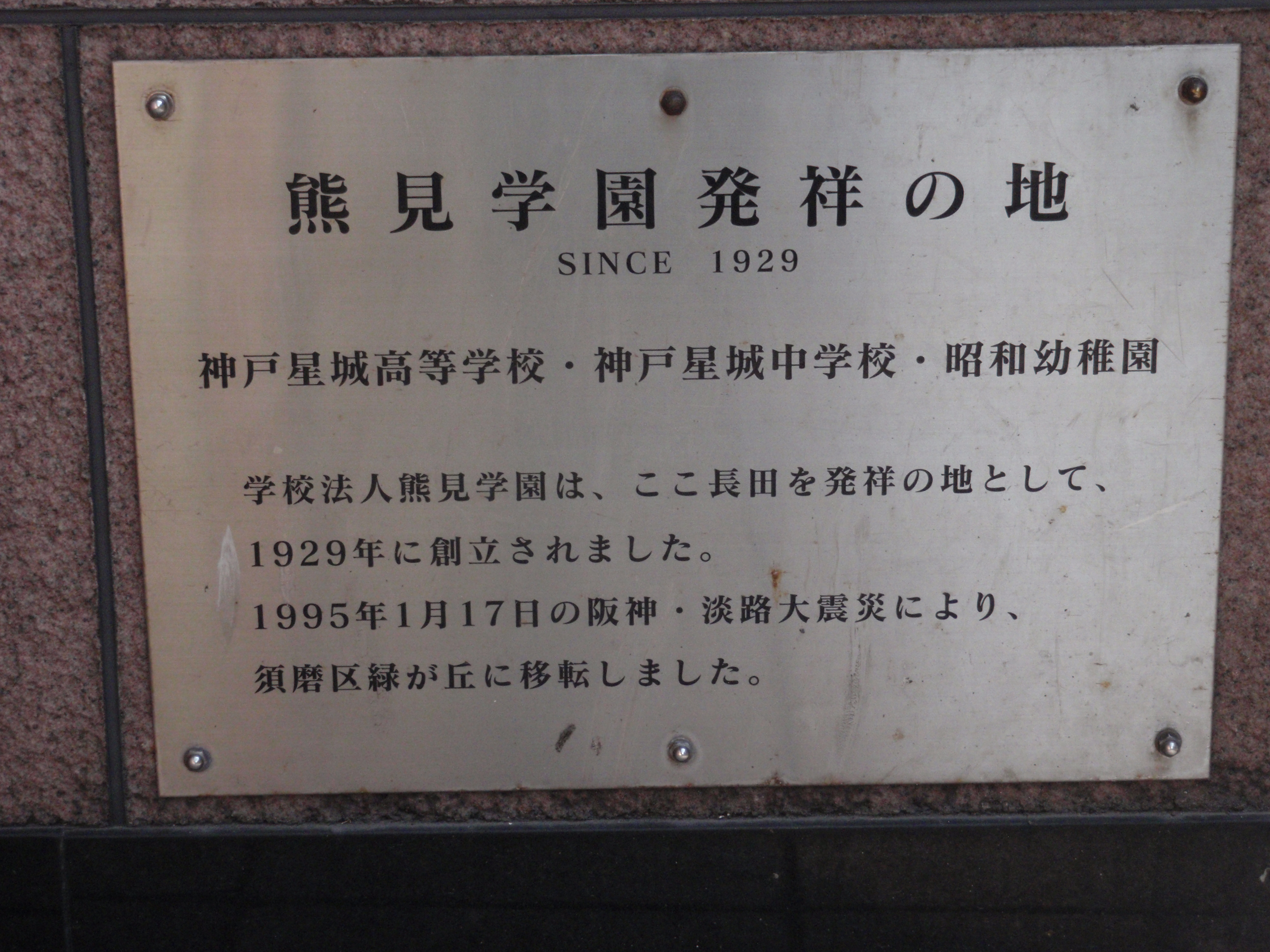
熊見学園発祥の地のプレート（兵庫県神戸市長田区のアスタくにづか2番館）

兵庫県神戸市長田区腕塚町6丁目にあった旧校舎は、JR神戸線と神戸市営地下鉄西神・山手線の新長田駅から徒歩で約5分に加え神戸市バスの「大橋5丁目」停留所が目の前とアクセスは良好であった。また、近隣の商店街（大正筋商店街や新長田一番街）も本学生をターゲットとしたファーストフード店（ケンタッキーフライドチキンやサーティワンアイスクリーム）や書店・レンタルビデオ店などが出店していた。昭和幼稚園が併設されていた。
1995年（平成7年）1月17日の阪神・淡路大震災により校舎は被災し、その後須磨区緑が丘に移転した。跡地は再開発ビル「アスタくにづか2番館」が1999年（平成11年）11月21日にオープン、建物に「熊見学園発祥の地」のプレートが掲げられている（場所は神戸市バス「大橋5丁目」停留所付近の壁）。
2010年（平成22年）度より3年生商業コース情報類型の課題研究「パソコン演習」において、本学園発祥の地に隣接する大正筋商店街の活性化プロジェクトを推進している。具体的には、商店主の希望を反映させたのぼり・タペストリーを生徒がデザイン・作成してにぎわいの創出に取り組んでいる。この実践は、「実践事例アイディア集2011　Vol.19」（財団法人日本教育工学振興会）にも掲載されるなど注目されている。2011年（平成23年）度福武教育文化振興財団より教育研究助成が決定された。